# Сарианиди, Виктор Иванович
Ви́ктор Ива́нович Сариани́ди (23 сентября 1929, Ташкент — 22 декабря 2013, Москва) — советский и российский археолог, доктор исторических наук, иностранный член Национальной академии деи Линчеи (Италия), член Антропологического общества Греции, почётный академик Академии Туркменистана (2012). Автор более 30 книг и свыше 300 научных публикаций.
Благодаря работе Сарианиди в Бактрии и Маргиане (современные Афганистан и Туркменистан) были найдены следы ранее известной лишь по надписи на Бехистунской скале страны Маргуш, что позволило взглянуть по-новому на развитие и историю древневосточных культур (Бактрийско-Маргианский археологический комплекс (БМАК), центральноазиатский очаг древней культуры эпохи бронзы). На территории современного Туркменистана им была открыта культура, в которой можно проследить корни зороастризма. Наиболее ярким памятником БМАК является Гонур-Депе — большой храмовый город, где жили язычники, поклонявшиеся множеству богов, в том числе и огню, с храмовыми комплексами огнепоклонников.

## Биография
Родился в Ташкенте, в семье понтийских греков. Окончил в 1952 г. Среднеазиатский государственный университет.

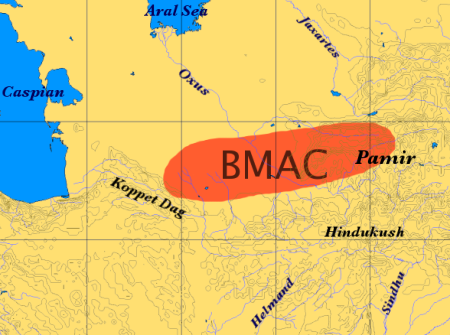
Приблизительный ареал Маргианской цивилизации, открытой Виктором Сарианиди

Ученик профессора М. Е. Массона. В 1949 году, ещё будучи студентом, начал работать в Туркменистане. Участвовал в раскопках таких известных ныне памятников, как Тахирбай, Яз-депе (1955—1956), Тоголок (1970-е годы).
В 1959—2003 годах работал в Институте археологии АН СССР (РАН).
К 1990 году им в древней дельте реки Мургаб было открыто не менее 200 отдельных поселений эпохи бронзы и раннего железного века — страны Маргуш. Начиная с 1974 г. проводил раскопки столичного города этой страны Гонур-Депе. Храмовый город был основан в конце III тыс. до н. э. и просуществовал до конца XVI века до н. э. Его центральную часть (общая площадь около 25 га) составляет кремль с дворцом в центре, который окружен стенами с прямоугольными башнями. Вне этих стен с востока выстроен наиболее ранний из известных Храмов Огня. С других фасов кремля сооружены Храм жертвоприношений (запад и юг) и Комплекс общественных трапез (север). Храмы обнесены вторым рядом монументальных стен, усиленных также прямоугольными башнями. С юга к этому каре стен примыкает система из двух бассейнов, главный из которых имеет размеры 100 на 60 м. На южном берегу этого бассейна был выявлен Храм Воды, помещения которого свидетельствуют о бытовании у населения Гонура поклонения воде.
В 1996 г. в 350 м к западу от центральной части был найден Большой некрополь, который раскапывался 10 лет и дал сведения почти о 3000 погребениях.
В 2000 году стал гражданином Туркменистана.
Весной 2004 года на восточном берегу Главного бассейна были обнаружены пять царских могил в виде подземных домов, сформировавших вместе с тремя огромными грунтовыми ямами-котлованами, где были похоронены животные и слуги, царский некрополь. Ещё три царские могилы были найдены в 2009 г. В каждой из гробниц, не раз ограбленной в древности, удалось найти прекрасные образцы искусства, богатые золотые клады, а самое ценное — сохранившиеся фрагменты декоративного убранства передних фасадов гробниц мозаичные панно с сюжетными композициями. Эти мозаики, выполненные в технике, сочетающей живопись по штукатурке с каменными мозаичными вставками, на сегодняшний день являются самыми ранними сюжетными мозаичными картинами в мире.

Наличие обрядов, предохраняющих землю от ритуального загрязнения, явные свидетельства культа Огня и Воды, а также культа священного галлюциногенного напитка Сома-Хаома и др. дало основание археологу предполагать, что именно здесь складывались верования, на основе которых в итоге развилась религия зороастрийцев. Сарианиди пришёл к фундаментальному выводу: 
Зороастр, как полагает большинство ученых, родился в 1-м тысячелетии до нашей эры. Но рождение зороастрийских ритуалов произошло не в Иране… Они родились в Туркменистане. Отсюда последовало победное шествие Зороастризма, пока не пришли арабы и их, жителей Маргуша, «не изничтожили».

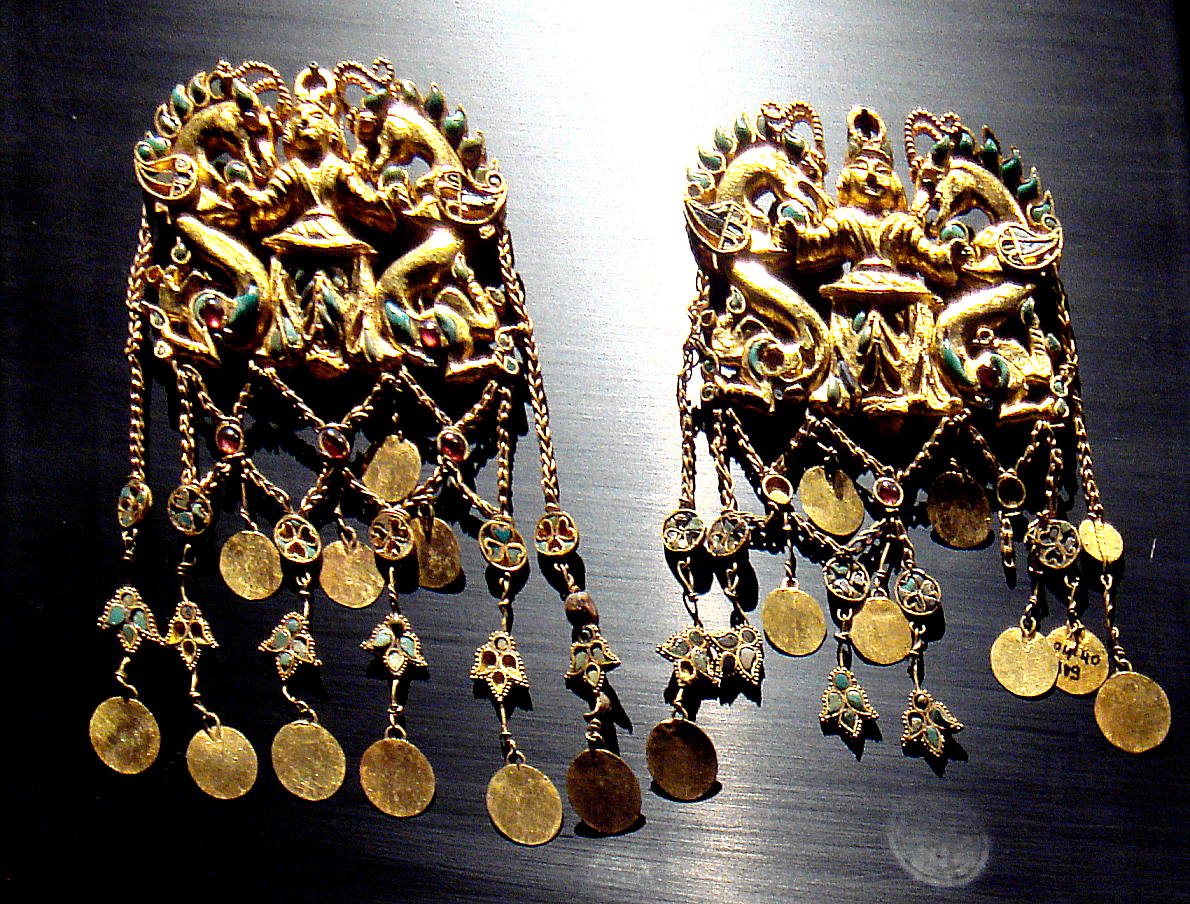
Золотые серьги в скифском стиле из погребения Тилля-тепе, Бактрия (совр. Афганистан)

С 1969 по 1979 год Сарианиди был соруководителем (вместе с И. Т. Кругликовой) Советско-Афганской археологической экспедиции, где проводил разведку и раскопки памятников эпохи бронзы. В 1978 году в Афганистане Виктор Сарианиди сделал открытие, поставившее его в один ряд с наиболее известными широкой публике археологами прошлого — Генрихом Шлиманом (сокровища царя Приама в Трое) и Говардом Картером (сокровища Тутанхамона). Ему удалось обнаружить семь кушанских царских захоронений I века до н. э. в Тилля-тепе (так называемое «Бактрийское золото» — 20 тысяч золотых предметов).
Выступил автором более 30 книг, последняя из которых, «Сокровища древней Маргианы», была выпущена им незадолго до смерти.
22 декабря 2013 года учёный скончался после непродолжительной, тяжёлой болезни на 85-м году жизни. Похоронен в Москве на Троекуровском кладбище, 20 участок.
Все, кто работал вместе с Виктором Ивановичем Сарианиди, дружил с ним, убедились в том, что это был сильный духом, энергичный, благородный человек. Многих восхищали его мудрость, трудолюбие, научные идеи. Светлая память о выдающемся ученом Викторе Ивановиче Сарианиди навсегда сохранится в наших сердцах. Да упокоится в раю душа его!
 — говорится в некрологе, подписанном президентом Туркменистана Гурбангулы Бердымухамедовым и членами правительства.

## Награды
Награждён международными наградами:
- Золотой крест ордена Почёта (Греция)
- Международная премия имени Махтумкули (Туркменистан, 2001)
- Золотая цепь Президента Туркменистана (Туркменистан, 2006)
- Орден «За большую любовь к независимому Туркменистану» (Туркменистан, 2009)[8] за вклад в развитие страны
- Высшая награда Афганистана (Афганистан, 2009) в области культуры — медаль Саида Джамалетдина Афгани.

Имеет памятные медали: Критского университета, обществ понтийских греков городов Салоники и Афины, золотой венок от Понтийского общества города Салоники. Победитель конкурса президента Туркменистана «Золотой век туркмен» (2005 и 2012).

## Основные работы
Книги
- Тайны исчезнувшего искусства Каракумов / Институт археологии АН СССР. — М.: Наука, 1967. — 108 с. — (Из истории мировой культуры). — 27 000 экз.
- Массон В. М., Сарианиди В. И. Каракумы: заря цивилизации / АН СССР. — М.: Наука, 1972. — 166 с.: ил., карт. — («Из истории мировой культуры»).
- Массон В. М., Сарианиди В. И. Среднеазиатская терракота эпохи бронзы: Опыт классификации и интерпретации / АН СССР. Отд-ние ист. ИВ. — М.: Наука, 1973—209 с., 22 л. ил.: ил. — (Культура народов Востока; Материалы и исслед.). — Библиогр.: с. 196—202.
- Афганистан: сокровища безымянных царей. М.: ГРВЛ, 1983. — 160 с.
- Бактрия сквозь мглу веков. — М.: Мысль, 1984. — 160, [32] с. — 100 000 экз.
- Древности страны Маргуш. — Ашхабад, 1990. — 316 с.: 36 ил.
- В поисках страны Маргуш. — М., 1993. — 362 с.: 36 ил.
- Маргуш. Древневосточное царство в старой дельте реки Мургаб. — Ашхабад, 2002. — 360 с.: ил. Рец. Гельдыев Р. // Мирас. 2002. № 2. С. 124—125.
- Гонур-депе. Город царей и богов. — Ашхабад: Miras, 2005. — 327 с.
- Маргуш: тайна и правда великой культуры. — Ашхабад, 2008. — 341 с.
- Задолго до Заратуштры (Археологические доказательства протозороастризма в Бактрии и Маргиане). М.: Старый сад, 2010.
- Сарианиди В. И., Дубова Н. А. Сокровища древней Маргианы. Фотоальбом / Под общей редакцией В. М. Храмова; фотограф Самурский К. С.. Ашхабад: Туркменская государственная издательская служба, 2013 (на русском, туркменском и английском языках). — 208 с., илл.

Статьи
- д. ист. н. В. Сарианиди. Золото кушанской Бактрии // журнал «Наука и жизнь», № 12, 1979. стр.33-36
- К семантике некоторых изображений на медно-бронзовых амулетах Маргианы и Бактрии // Индоевропейская история в свете новых исследований / Московский государственный областной университет. Факультет истории, политологии и права. Кафедра истории древнего мира и средних веков. — М.: МГОУ, 2010. — 394 с. — ISBN 978-5-7017-1653-5.